# Кокшунов, Есин Эренценович
Есин Эренценович Кокшунов (30 декабря 1908, Кердата, Большедербетовский улус, Ставропольская губерния, Российская империя — 7 декабря 1962, Элиста, РСФСР, СССР) — государственный и общественный деятель Калмыцкой АССР, второй секретарь Калмыцкого обкома ВКП(б) (1939—1943), член Инициативной группы восстановления автономии Калмыкии (1954—1956) и Оргкомитета по Калмыцкой автономной области Ставропольского края (1956—1957).

## Биография
Есин Эренценович Кокшунов родился 30 декабря 1908 года в хотоне Кердата Большедербетовского улуса Ставропольской губернии. Окончил Кердатинскую начальную школу. С ранних лет работал пастухом в хотоне Кердата, а также помогал в небольшом семейном хозяйстве.
В 1930—1931 годах учился на рабфаке в Саратове. Затем в течение года работал в Цаган-Аманском сельском совете Приволжского улуса Калмыцкой автономной области.
В 1932 году был избран членом правления райпотребсоюза Западного улуса Калмыцкой автономной области.
С 1933 по 1936 год был председателем колхоза «Пролетарская победа» Западного улуса Калмыцкой автономной области (Калмыцкой АССР с 20 октября 1935 года).
В 1937—1938 годах был директором Сладковской МТС Западного улуса Калмыцкой АССР, в 1938—1939 годах — первый секретарь улускома (райкома) ВКП(б) Западного улуса Калмыцкой АССР.
В феврале 1938 года Есин Кокшунов был избран депутатом Верховного Совета Калмыцкой АССР первого созыва. Член Президиума Верховного Совета Калмыцкой АССР с 1938 года. С марта 1939 года — член Калмыцкого обкома ВКП(б).
В марте 1939 года был делегатом XVIII съезда ВКП(б) с правом решающего голоса от партийной организации Калмыцкой АССР.
В 1938—1943 годах был членом Бюро Калмыцкого обкома ВКП(б). С марта 1939 года по декабрь 1943 года был вторым секретарём Калмыцкого обкома ВКП (б).
В период частичной оккупации территории Калмыкии фашистами Кокшунов входил в подпольное бюро обкома ВКП(б), был одним из руководителей партизанской борьбы на территории Калмыкии.
В период депортации калмыцкого народа Есин Кокшунов с семьёй находился на спецпоселении в Назаровском районе Красноярского края, где в 1944 году работал шахтёром Назаровского разреза бурого угля Красноярского края. С 1944 по 1955 год был заместителем директора Назаровского зерносовхоза по административно-хозяйственной работе.
В конце 1940-х годов Есин Кокшунов переписывался и встречался с другими бывшими руководящими работниками Калмыцкой АССР, находившимися, как и он, на спецпоселении в Сибири, обсуждал вопросы реабилитации и восстановления автономии Калмыкии.
После восстановления в КПСС, несмотря на статус репрессированного по политической статье, с 1955 по 1956 годы работал директором Заломненского леспромхоза Каратузского района Красноярского края.
В 1954—1956 годах был членом Инициативной группы восстановления автономии Калмыкии. В декабре 1956 года на рабочем заседании в ЦК КПСС избран членом Оргбюро Калмыцкой областной партийной организации и Оргкомитета по Калмыцкой автономной области Ставропольского края (1956—1957).
В январе 1957 года после восстановления автономии Калмыкии в виде области в составе Ставропольского края был избран первым секретарем Приозерного райкома КПСС Калмыцкой автономной области. Член Бюро Калмыцкого обкома КПСС (1957—1959).
В 1958 году был избран депутатом Верховного Совета Калмыцкой АССР второго созыва, а затем стал заместителем Председателя Президиума Верховного Совета Калмыцкой АССР.
Умер 7 декабря 1962 года в Элисте.

## Семья
Жена — Прасковья Бадмаевна Кокшунова.
Дети — Елизавета, Нина, Майя, Клара, Людмила.

## Память
Есин Кокшунов стал одним из героев повести «Харалта öдрмуд» («Лихолетье») народного писателя Калмыкии Лиджи Инджиева.
В Элисте на стене дома № 13 по улице Б. Городовикова, где прошли последние годы жизни Есина Кокшунова, установлена мемориальная доска.
Также в 5-м микрорайоне Элисты одна из улиц названа именем Есина Кокшунова.

## Награды
- Орден «Знак Почёта» (1959)